# Émile Bizet
Pour les articles homonymes, voir Bizet (homonymie).
Émile Bizet, né le 17 octobre 1920 au Teilleul (Manche) et mort le 8 février 1983 à Caen (Calvados), est un homme politique français.

## Biographie
Vétérinaire, il dirige un groupe de résistance au Teilleul durant la Seconde Guerre mondiale.
Il est élu député de la 2e circonscription de la Manche de 1962 à sa mort, en 1983. Il est signataire de l'« appel des 43 » en faveur d'une candidature de Valéry Giscard d'Estaing à l'élection présidentielle de 1974.
Durant toute cette période, il est également maire de la commune de Barenton. À la suite de son décès, il est remplacé au poste de député par son suppléant René André.
Il est le père de Jean Bizet, sénateur de la Manche de 1996 à 2020.

## Mandats
Député de la Manche
- 18/11/1962 - 02/04/1967 (Union pour la nouvelle République-UDT)
- 12/03/1967 - 30/05/1968 (Union démocratique pour la Ve République)
- 23/06/1968 - 01/04/1973 (UDR)
- 11/03/1973 - 02/04/1978 (UDR
- 19/03/1978 - 22/05/1981 (RPR)
- 14/06/1981 - 08/02/1983 (RPR)

## Hommage
- rue Émile-Bizet à Barenton